# Cuenca Osorno–Llanquihue
La cuenca Osorno–Llanquihue es una cuenca sedimentaria localizada en el sur de Chile en la región de antearco de los Andes, correspondiendo a la parte más austral de la depresión intermedia. 
De norte a sur, la cuenca abarca el área desde Catamutún en la provincia del Ranco al seno de Reloncaví (40–42° S). La parte más profunda de la cuenca se encuentra al este. Los niveles más bajos de la cuenca están ocupados por la carbonífera formación Cheuquemó entre otras unidades mientras que la formación Santo Domingo, que data del Mioceno, conforma la mayor parte de la estratigrafía superior. Los niveles más superiores están hechos de sedimentos de edad cuaternaria, de características glaciales, glacifluviales, glacilacustres y volcánicas. El grosor de los sedimentos cuaternarios es mayor hacia el sur, alcanzando casi 1300 m en Puerto Montt. Los sedimentos en la parte occidental de la cuenca se estiman que alcanzaron unos 70 °C durante su entierro y diagénesis.